# Distretto di Pampas (Ancash)
Il distretto di Pampas è un distretto del Perù nella provincia di Pallasca (regione di Ancash) con 7.079 abitanti al censimento 2007 dei quali 3.530 urbani e 3.549 rurali.
È stato istituito il 16 dicembre 1918.